# 新總工會
新總工會（希伯來語：‎），通称希斯达德鲁特（意为“组织”或“联盟”），是以色列的一个全国工会中心，代表以色列大多数工会组织成员，现有会员约80万人。该组织于1920年12月在巴勒斯坦託管地建立，当时取名为以色列地总工会，后迅速成为依舒夫颇具影响力的组织。1994年，改用现名。